# 2MASS J07193188-5051410
2MASS J07193188-5051410 ist ein Brauner Zwerg im Sternbild Puppis. Er wurde 2000 von I. Neill Reid et al. entdeckt und gehört der Spektralklasse L0 an.